# Mouy
Mouy és un municipi francès, situat al departament de l'Oise i a la regió dels Alts de França. L'any 2007 tenia 5.284 habitants.

## Demografia

### Població
El 2007 la població de fet de Mouy era de 5.284 persones. Hi havia 2.018 famílies de les quals 569 eren unipersonals (250 homes vivint sols i 319 dones vivint soles), 533 parelles sense fills, 722 parelles amb fills i 194 famílies monoparentals amb fills.
La població ha evolucionat segons el següent gràfic:
Habitants censats

### Habitatges
El 2007 hi havia 2.281 habitatges, 2.071 eren l'habitatge principal de la família, 37 eren segones residències i 172 estaven desocupats. 1.396 eren cases i 825 eren apartaments. Dels 2.071 habitatges principals, 1.127 estaven ocupats pels seus propietaris, 892 estaven llogats i ocupats pels llogaters i 53 estaven cedits a títol gratuït; 146 tenien una cambra, 251 en tenien dues, 474 en tenien tres, 568 en tenien quatre i 631 en tenien cinc o més. 1.244 habitatges disposaven pel capbaix d'una plaça de pàrquing. A 1.004 habitatges hi havia un automòbil i a 680 n'hi havia dos o més.

### Piràmide de població
La piràmide de població per edats i sexe el 2009 era:
| Homes | Edats   | Dones |
| ----- | ------- | ----- |
| 4     | 95 o +  | 8     |
| 8     | 90 a 94 | 28    |
| 12    | 85 a 89 | 44    |
| 24    | 80 a 84 | 48    |
| 64    | 75 a 79 | 72    |
| 80    | 70 a 74 | 112   |
| 84    | 65 a 69 | 88    |
| 80    | 60 a 64 | 84    |
| 148   | 55 a 59 | 152   |
| 168   | 50 a 54 | 132   |
| 140   | 45 a 49 | 188   |
| 180   | 40 a 44 | 172   |
| 236   | 35 a 39 | 196   |
| 236   | 30 a 34 | 240   |
| 180   | 25 a 29 | 204   |
| 164   | 20 a 24 | 152   |
| 184   | 15 a 19 | 184   |
| 200   | 10 a 14 | 188   |
| 248   | 5 a 9   | 228   |
| 160   | 0 a 4   | 216   |

## Economia
El 2007 la població en edat de treballar era de 3.469 persones, 2.556 eren actives i 913 eren inactives. De les 2.556 persones actives 2.186 estaven ocupades (1.218 homes i 968 dones) i 369 estaven aturades (167 homes i 202 dones). De les 913 persones inactives 247 estaven jubilades, 299 estaven estudiant i 367 estaven classificades com a «altres inactius».

### Ingressos
El 2009 a Mouy hi havia 2.121 unitats fiscals que integraven 5.372 persones, la mediana anual d'ingressos fiscals per persona era de 16.146 €.

### Activitats econòmiques
Dels 187 establiments que hi havia el 2007, 1 era d'una empresa extractiva, 5 d'empreses alimentàries, 2 d'empreses de fabricació de material elèctric, 1 d'una empresa de fabricació d'elements pel transport, 11 d'empreses de fabricació d'altres productes industrials, 21 d'empreses de construcció, 43 d'empreses de comerç i reparació d'automòbils, 6 d'empreses de transport, 14 d'empreses d'hostatgeria i restauració, 13 d'empreses financeres, 12 d'empreses immobiliàries, 15 d'empreses de serveis, 26 d'entitats de l'administració pública i 17 d'empreses classificades com a «altres activitats de serveis».
Dels 60 establiments de servei als particulars que hi havia el 2009, 1 era una oficina d'administració d'Hisenda pública, 1 gendarmeria, 1 oficina de correu, 7 oficines bancàries, 2 funeràries, 3 autoescoles, 7 paletes, 2 guixaires pintors, 3 fusteries, 2 lampisteries, 2 electricistes, 3 empreses de construcció, 6 perruqueries, 1 veterinari, 10 restaurants, 5 agències immobiliàries, 3 tintoreries i 1 saló de bellesa.
Dels 18 establiments comercials que hi havia el 2009, 2 eren supermercats, 1 una botiga de més de 120 m², 4 fleques, 4 carnisseries, 1 una peixateria, 2 botigues de roba, 2 botigues d'electrodomèstics i 2 floristeries.
L'any 2000 a Mouy hi havia 9 explotacions agrícoles.

## Equipaments sanitaris i escolars
El 2009 hi havia 2 farmàcies i 2 ambulàncies.
El 2009 hi havia 3 escoles maternals i 2 escoles elementals. Mouy disposava d'un col·legi d'educació secundària amb 628 alumnes.

## Poblacions més properes
El següent diagrama mostra les poblacions més properes.